# Francois Pienaar
Jacobus Francois Pienaar (* 2. Januar 1967 in Vereeniging) ist ein ehemaliger südafrikanischer Rugby-Union-Spieler, der auf der Position des Flügelstürmers spielte. Für die südafrikanische Nationalmannschaft, die „Springboks“, kam er von 1993 bis 1996 in 29 Länderspielen zum Einsatz (in jedem Spiel als Kapitän) und gewann mit ihr 1995 den Weltmeistertitel. Auf Provinz- und Vereinsebene spielte er von 1989 bis 1996 für Transvaal, danach bis 2000 in England für die Saracens. Fünf Jahre lang war er auch Trainer der Saracens.

## Karriere
Pienaar ist der älteste von vier Söhnen einer Afrikaaner-Arbeiterfamilie, die von hugenottischen Einwanderern namens Pinard aus Frankreich abstammt. Nach dem Schulabschluss in Witbank erhielt er ein Sportstipendium für die Rand Afrikaans University (heute Teil der Universität Johannesburg), wo er Recht studierte und für die Universitätsmannschaft Rugby spielte. Ab 1989 stand er in der südafrikanischen Meisterschaft, dem Currie Cup, für die Auswahlmannschaft der Provinz Transvaal (die heutigen Golden Lions) im Einsatz. 1993 gewann Transvaal mit Pienaar als Kapitän die Super 10 (Vorgängerwettbewerb des Super 14) und den Currie Cup, 1994 ein zweites Mal den Currie Cup.
Sein erstes Länderspiel für die Springboks absolvierte Pienaar am 26. Juni 1993 gegen Frankreich, knapp ein Jahr nach Aufhebung des Boykotts wegen der südafrikanischen Apartheid-Politik. In jedem seiner 29 Spiele führte er das Team als Kapitän an. Obwohl die Springboks damals nur einen farbigen Spieler in ihren Reihen hatten, unterstützte Präsident Nelson Mandela das Team öffentlich. Er hoffte, es werde mit einem erfolgreichen Abschneiden bei der bevorstehenden Weltmeisterschaft in Südafrika das sich im Umbruch befindliche Land einen und Gegensätze überwinden helfen.
Während der Weltmeisterschaft 1995 besiegten die Südafrikaner, die in der Weltrangliste nur auf dem sechsten Platz lagen, nacheinander Titelverteidiger Australien, Rumänien, Kanada, Samoa und Frankreich. Im Finale vor 60.000 Zuschauern im Ellis Park Stadium in Johannesburg trafen sie auf Neuseeland. Trotz einer Unterschenkelzerrung spielte Pienaar durch und die Springboks siegten 15:12 nach Verlängerung. Nach dem Spiel erhielt er von Mandela, der ein Springbok-Trikot trug, den Siegerpokal überreicht, den Webb Ellis Cup.
Eine Woche nach dem WM-Titel führte Pienaar bei Transvaal einen Spielerstreik an und setzte bessere Bedingungen durch. Ende 1996 wurde er nicht mehr für die Nationalmannschaft nominiert, nachdem Trainer Andre Markgraaff ihm vorgeworfen hatte, er habe während eines Spiels eine Verletzung vorgetäuscht. 1997 ging er nach England, wo er von den Saracens in Watford als Spielertrainer unter Vertrag genommen wurde. 1998 gewannen die zuvor relativ erfolglosen Saracens den Pilkington Cup und kamen in der Meisterschaft auf den zweiten Platz.
2000 trat Pienaar als Spieler zurück und wurde Manager der Saracens. Da die Mannschaft in den folgenden zwei Jahren nicht mehr an die früheren Erfolge anknüpfen konnte, legte er 2002 die Ämter als Trainer und Manager nieder und kehrte nach Kapstadt zurück, wo er seither mit seiner Familie lebt. Gelegentlich kommentiert er Rugbyspiele im britischen Fernsehen. Von 2002 bis 2005 führte Pienaar das südafrikanische Bewerbungskomitee für die Weltmeisterschaft 2011 an; den Zuschlag erhielt jedoch Neuseeland. 2005 wurde er in die International Rugby Hall of Fame aufgenommen.

## Buch und Film
1999 war Pienaar Co-Autor des Buches Rainbow Warrior, in dem er auf seine Karriere und insbesondere auf die Weltmeisterschaft 1995 zurückblickt, aber auch Kritik an den Sportfunktionären übt. Im 2009 erschienenen Film Invictus – Unbezwungen von Regisseur Clint Eastwood, der auf einem Roman von John Carlin basiert und die Ereignisse vor und während der Weltmeisterschaft 1995 thematisiert, wird Pienaar von Matt Damon dargestellt.